# Michael Cagnon
Michael Cagnon († 1700) war spätestens ab 1677 ein in Düsseldorf tätiger Architekt, ab 1680 ein Festungsingenieur des Kurprinzen und späteren Kurfürsten Johann Wilhelm von der Pfalz.

## Leben

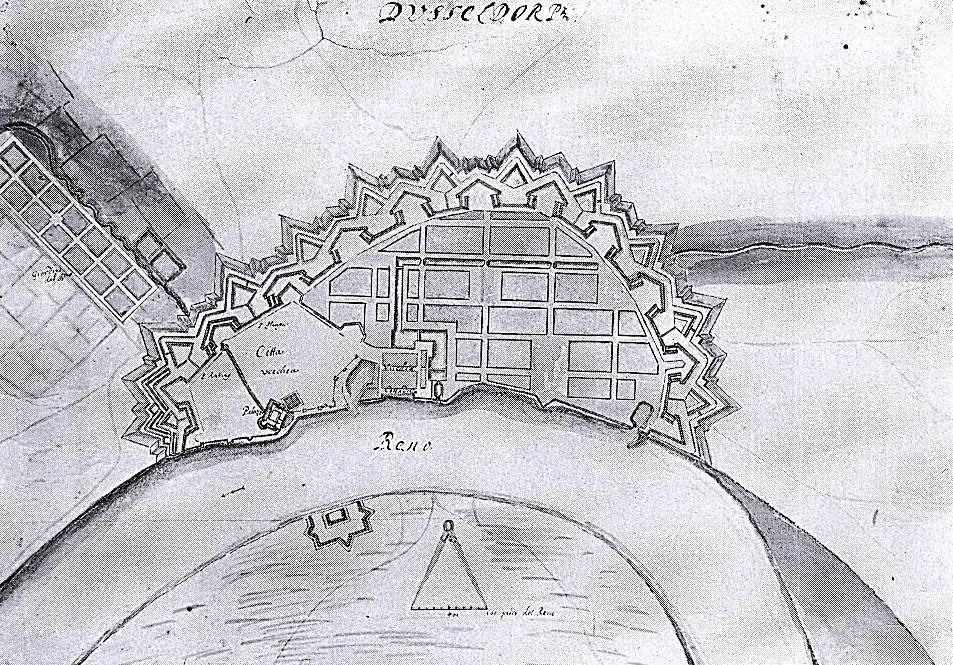
Entwurf zur Erweiterung („Extension“) der Festung Düsseldorf, 1697 oder 1699, Tusche auf Papier

Ohne die für Festungsingenieure übliche Militärlaufbahn beschritten zu haben, war Michael Cagnon der letzte bedeutende Ingenieur, der die Gesamtverantwortung für den Bau der Festung Düsseldorf trug. Bereits 1677 ist er in Düsseldorf als Architekt greifbar. Am 11. August 1680 wurde er zum Festungsingenieur ernannt. Als solchen beauftragte ihn der pfälzische Kurprinz Johann Wilhelm ab 1688 mit Planungen zur „Extension“, zur Erweiterung der Stadt, die wahrscheinlich von Menno van Coehoorn, einem 1699 in Düsseldorf weilenden niederländischen Festungsbaumeister, begutachtet wurden. Auch Domenico Martinelli, der sich zwischen 1699 und 1701 mehrfach in Düsseldorf aufhielt, kommt als Gutachter in Betracht, dürfte aber am Festungsbau selbst nicht beteiligt gewesen sein. In dem Bereich der Stadterweiterung begann 1701 Cagnons Amtsnachfolger, der Ingenieur und Hofarchitekt Jacob Dubois (tätig zwischen 1700 und 1717), nach Cagnons Plänen Kasernen zu erbauen, die so groß waren, dass im Jahre 1712 ein Viertel der Gebäude Wilhelm Marbais, einem aus Verviers zugewanderten Unternehmer, zur Einrichtung einer Wollweberei überlassen wurde.
In erster Ehe war Cagnon mit Adriana Jansen vermählt, in zweiter Ehe, die er vor 1694 einging, mit Sophia Maria Bast. Gute Beziehungen pflegte er zu der Familie des jülich-bergischen Kriegskommissars Friedrich Christian von Spee (1626–1695). Dieser, dessen Schwester Anna Catharina von Loë zu Wissen sowie dessen Schwager Johann Adrian von Loë wurden Paten seiner Kinder, von denen der 1682 geborene Sohn Johann Constantin ebenfalls Architekt wurde.

## Werke (Auswahl)
- 1683–1687: Neanderkirche, Düsseldorf
- spätestens ab 1688: Planungen und Bauleitung zur Erweiterung der Festung Düsseldorf[7]
- 1690er Jahre: Hochaltar von St. Lambertus, Düsseldorf
- 1692–1698: Wohnhaus Citadellstraße 14, Düsseldorf
- bis 1700: Fort Düsselburg
- bis 1700: Vorgängerbau des Palais Spee (heute Stadtmuseum Landeshauptstadt Düsseldorf)